# Setmanari de l'Alt Empordà
Empordà és una publicació comarcal i pluralista, escrita en català, que proporciona informació general i de proximitat. Disposa de la versió digital (Emporda.info) i de la versió impresa setmanal (Setmanari de l’Alt Empordà).
Aquest mitjà altempordanès neix a Figueres el 4 de gener de 1978, durant el període de transició democràtica. El 16 de febrer de 2005 l'Editorial l'Empordà entra a formar part del grup Editorial Prensa Ibèrica. Actualment pertany a l'Associació Catalana de la Premsa Comarcal (ACPC) i té una tirada de 5.769 exemplars setmanals.
El desembre de 2022 es va fer públic que els treballadors del mitjà havien patit assetjament laboral per part de la direcció de l'empresa.
L'origen de la publicació és un mitjà del règim des del 1970, una publicació editada per L'Empordà S.A, una empresa privada de nova constitució. L'equip redactor i la línia editorial adoptada per l'Empordà coincidia plenament amb el que havia estat Ampurdán els anys immediatament anteriors. Durant aquests primers anys la naturalesa democràtica de la revista va ser qüestionada per diversos sectors de procedència antifranquista que criticaven la manca de transparència del procés d'aparició de la nova capçalera. L'herència de publicacions com Canigó o Vida Parroquial també era present en la primera etapa. El setmanari ha comptat amb la col·laboració de destacades personalitats del món intel·lectual empordanès com ara Montserrat Vayreda, Francesc Cruanyes Zafra, Jaume Miravitlles, Isabel Melchor, Maria Pilar Morales o Florenci Rimalló.
L'època quedava reflectida amb l'aparició d'articles sobre l'emancipació de la dona i el paper de la religió, o bé s'intentava recuperar aspectes populars del passat com ara el Carnestoltes o temes més delicats com les experiències d'empordanesos als camps de Mauthausen-Gusen. El fet sindical, amb les seves eleccions de delegats també hi era present amb anuncis de les diferents centrals. Fins a 1980 la llengua vehicular era el castellà i només una cinquena part dels continguts eren escrits en català. El bilingüisme amb percentatges baixos de català va ser característic de l'Empordà en aquella època.

## Història
El 1985 es passa de la impremta a la rotativa i es creen departaments específics que desenvolupen tasques de gestió, administració comercial, redacció i serveis; la publicació pretenia millorar els seus continguts i la seva cobertura informativa. El dissenyador i periodista Herminio Javier Fernández redissenya el 2007 el grafisme; també participen en aquest canvi d'imatge tipògrafs de gran prestigi com ara Matthew Carter, Hans Reichel o Robert Slimbach, que creen respectivament els tipus de lletra Miller Display, FF Dax i Minon.
En un principi Empordà era dirigit per Núria Munárriz, i més tard per Josep Capella i Josep Maria Bernils Vozmediano. A la dècada dels 2000 assumeix la direcció Santi Coll. En aquella època Carles Ayats passa a ser gerent de l'Editorial Empordà SL, empresa editora del mitjà, propietat del grup Prensa Ibérica. El setembre 2022 hi ha un nou relleu en la direcció d'Empordà i recau en el periodista gironí Marc Verdaguer.
El desembre de 2022 es va fer públic, a través d'un comunicat, que els treballadors, des de feia anys, havien estat patint assetjament laboral per part de l'antiga direcció. Els fets van ser denunciats al Ministeri de Treball a través de la UGT. Gràcies a això «els treballadors i treballadores van posar de manifest l’abús de poder que patien, agreujat per faltes de respecte, menysteniment, xantatge emocional, coacció, intimidació i humiliacions», assegurava la UGT en un comunicat emès el 12 de desembre de 2022.
Durant els gairebé cinquanta anys d’història de l’Empordà han passat desenes de redactors i col·laboradors per la seva redacció.

## Premis
- Premi Avui de 22.periodisme (1991)[8]
- Premi Carles Rahola (1992-1994)[8]
- Segon premi «Mobile Publishing» (2013)[9]
- Premi Carles Rahola al millor treball informatiu o divulgatiu en premsa escrita per «The Secret Life of Figueres» (2015)[cal citació]